# ゲテ・ワミ
ゲテ・ワミ（Gete Wami、1974年12月11日-）は、長距離種目を中心に活躍しているエチオピアの陸上競技選手。2000年シドニーオリンピック女子10,000 mで銀メダルを取ったほか、オリンピックで3つのメダルを獲得している選手である。また、2006-07年におけるワールドマラソンメジャーズの女子総合優勝に輝いている。
2006年9月のベルリンマラソンでは2時間21分34秒で優勝した。

## 実績
| 年   | 大会                     | 場所                            | 種目   | 結果 | 記録     |
| ---- | ------------------------ | ------------------------------- | ------ | ---- | -------- |
| 1992 | 世界ジュニア陸上選手権   | 韓国 ソウル                     | 10000m | 銀   | 32:41.57 |
| 1995 | オールアフリカゲームズ   | ジンバブエ ハラーレ             | 10000m | 銅   | 33:17.96 |
| 1996 | オリンピック             | アメリカ合衆国 アトランタ       | 10000m | 銅   | 31:06.65 |
| 1996 | IAAFグランプリファイナル | イタリア ミラノ                 | 5000m  | 2位  | 14:55.78 |
| 1998 | IAAFグランプリファイナル | ロシア モスクワ                 | 3000m  | 1位  | 8:40.11  |
| 1999 | 世界陸上選手権           | スペイン セビリア               | 10000m | 金   | 30:24.56 |
| 1999 | オールアフリカゲームズ   | 南アフリカ共和国 ヨハネスブルグ | 10000m | 金   | 32:08.15 |
| 2000 | オリンピック             | オーストラリア シドニー         | 5000m  | 銅   | 14:42.23 |
| 2000 | オリンピック             | オーストラリア シドニー         | 10000m | 銀   | 30:22.48 |
| 2001 | 世界陸上選手権           | カナダ エドモントン             | 10000m | 銅   | 31:49.98 |

## マラソン
- 2004年 東京国際女子マラソン　2:32:07　8位
- 2005年 ロックンロールマラソン　2:30:55　優勝
- 2006年 ベルリンマラソン　2:21:34　優勝
- 2008年 北京オリンピック　DNF　途中棄権

## 自己ベスト
- 1500m　4:01.47 （1998年）
- 3000m　8:27.62 （2001年）
- 5000m　14:30.88 （2000年）
- 10000m　30:22.48 （2000年）
- ハーフマラソン　1:10:22 （2006年）
- マラソン　2:21:34 （2006年）